# Kompleks Qutub
Kompleks Qutub predstavljajo spomeniki in stavbe iz obdobja Delhijskega sultanata v predelu Mehrauli na jugu Delhija v Indiji. Gradnjo stolpa zmage Qutub Minar v kompleksu, poimenovanega po verski osebnosti sufijskega svetnika Khvadža Qutbudin Bakhtiar Kaki, je začel Qutb-ud-din Aibak, ki je kasneje postal prvi delhijski sultan mameluške dinastije (Gulam Vanš). Nadaljeval ga je njegov naslednik Iltutmiš (alias Altamaš), dokončno pa ga je dokončal Firoz Šah Tughlaq, delhijski sultan iz dinastije Tughlaq (1320–1412) leta 1368 našega štetja. Mošeja Qubbat-ul-Islam (Kupola islama), pozneje spremenjena v Quvat-ul Islam, stoji poleg Qutb Minarja.
Številni poznejši vladarji, vključno s Tughlaqi, Alauddinom Khaljijem in Britanci, so kompleksu dodali zgradbe. Poleg Qutb Minarja in mošeje Quwwat ul-Islam so druge strukture v kompleksu vrata Alai Darwaza, Alai Minar in železni steber. Mošeja Quwwat ul-Islam je bila prvotno zgrajena iz ostankov 27 starejših hindujskih in džainističnih templjev. Stebri templjev so bili ponovno uporabljeni, originalne podobe pa prelepljene. Znotraj kompleksa so grobnice Iltutmiša, Alaudina Khaldžija in Imama Zamina.
Kompleks so razširili še na bližnje stare arheološke najdbe in spomenike kot je grobnica Balbana in še 40 drugih spomenikov, kar se vse skupaj imenuje Mehrauli arheološki park. V kompleksu vsako leto prirejajo tudi tridnevni kulturni festival imenovan Kutub Festival. Kutub Minar kompleks je tudi najbolj obiskan spomenik s preko 4 milijoni obiskovalcev letno, kar je več od obiska Tadž Mahala (z preko 3 mio obiskovalci).

## Alai Darvaza
Alai Darvaza (vhodna vrata) je glavni vhod z južne strani v mošejo Quvat-ul-Islam. Graditelj je bil drugi Kaldži, delhijski sultan, Ala-ud-din Kaldži leta 1311, ki je dogradil tudi dvorišče s stebri na vzhodni strani. Obokan vhod je okrašen z rdečim peščenjakom z vstavljenimi okraski iz belega marmorja, napisi v nask pisavi, z rešetkastimi kamnitimi zasloni, ki so primer dela turških obrtnikov. To je prva stavba v Indiji, ki je pri gradnji in okrasju uporabila načela islamske arhitekture.
Suženjska dinastija ni uporabljala pravega sloga islamske arhitekture, uporabljala je zanimiv nepravi obok in neprave loke. Zato predstavlja Alai Darvaza najzgodnejši primer prvih pravih lokov in obokov v Indiji. Velja za eno najpomembnejših stavb iz obdobja Delhijskega sultanata. S svojimi koničastimi loki in konico resic, prepoznanih kot lotosovi popki, dodaja milino mošeji Quvat-ul-Islam, v katero je služila kot vhod.

## Qutb Minar
Qutb Minar (minaret) se zgleduje po minaretu Džam v Afganistanu in je pomemben primer zgodnje afganistanske arhitekture, ki se je kasneje razvila v indo-islamsko arhitekturo. Qutb Minar meri v višino 72,5 metrov in je najvišji minaret na svetu, zgrajen iz opeke. Ima pet različnih nadstropij, od katerih vsako zaznamuje štrleči balkon, ki ga nosi konzola iz muqarnas in se zoži od premera 14,3 metra pri dnu do 2,7 metra na vrhu. Spomenik je vpisan na seznam Unescove svetovna dediščina skupaj z okoliškimi stavbami in spomeniki.
Zgrajen kot stolp zmage, da bi proslavil zmago Mohameda Ghorija nad radžputskim kraljem Prithvirajem Čauhanom leta 1192 našega štetja, je zgradil njegov takratni podkralj Qutb-ud-din Aibak, pozneje prvi sultan mameluške dinastije. Njegova izgradnja je pomenila začetek muslimanske vladavine v Indiji. Zgrajena je bila iz rdečega peščenjaka in marmorja. Napisi poročajo, da je bilo 27 hindujskih in džainističnih templjev podrtih in uporabljenih za njegov nastanek. Še danes Qutb ostaja eden od najpomembnejših 'Stolpov zmage' v islamskem svetu. Aibak je zgradil le prvo nadstropje, ko je umrl. Zato je spodnje nadstropje prepleteno z hvalospevi Muhamadu Goriju. Naslenja tri nadstropja je dogradil njegov zet in naslednik Iltutmiš. Minaret je leta 1368 poškodovala strela, ki je porušila zgodnje nadstropje, ki je bilo potem nadomeščeno s še dvema nadstropjema, ki jih je dodal Firoz Šah Tuglaq, delhijski sultan v letih 1351 do 1388 in sicer z belim marmorjem. Tako stavba kaže opazne razlike v arhitekturnih slogih od Aibaka do tistega iz dinastije Tughlaq. Na zunanji strani minareta so izklesani verzi iz Korana.
Minaret je izdelan s številnimi nadstropji in spiralnim stopniščem s 379 stopnicami v notranjosti ter z žlebastimi stebri na zunanjosti, ki imajo 40 cm debel furnir iz rdečega in rumeno obarvanega peščenjaka; vse obdano s pasovi zapletenega rezbarjenja v kufskem slogu islamske kaligrafije, ki daje minarju videz zbranih trsov. Minaret stoji pred mošejo. Arabski napis nakazuje, da bi lahko bil zgrajen, kot mesto za mujezina, da kliče vernike k molitvi namaz. Napredovanje v obdobju označuje tudi pojav napisov v krepki in kurzivni pisavi Thuluth kaligrafije na Qutb Minaru, ki se razlikuje po črtah, ki so bolj zgoščene na vrhu, v primerjavi s kufskimi v zgodnejšem delu konstrukcije.
Napisi tudi kažejo, da je bil minaret rekonstruiran za časa sultana Sikander Lodija v letu 1503, ko ga je ponovno poškodovala strela. V potresu leta 1802 je padla na tla kupola in ves stolp je bil poškodovan. Popravljal ga je britanski major R. Smith, ki je leta 1823 Qutb Minar obnovil in zamenjal kupolo s čatrijem v bengalskem slogu, ki pa jo je kasneje leta 1848 odstranil generalni guverner Indije Henry Hardinge, ker je bila videti neustrezna in zdaj stoji na zunanjih zelenicah kompleksa, popularno znanega kot Smith's Folly.
Po nesreči, v katero so bili vključeni šolski otroci in ko je minaret večkrat služil samomorilcem, so Qutb Minar leta 1981 zaprli za javnost, vendar je arheološko območje odprto.

## Mošeja Quvat-ul-Islam
Mošejo Quvat-ul-Islam (arabsko قوة الإسلام, dob. '(Moč islama') (znana tudi kot Qutub mošeja ali Velika mošeja Delhija) je dal zgraditi Qutb-ud-din Aibak, ustanovitelj Mameluške ali Suženjske dinastije za kar je uporabil material iz 27 porušenih hindujskih templjev. Zgrajena je bila na mestu velikega templja v centru hindujske citadele.
Osvajalec je vstopil v mesto in soseščina je bila očiščena idolov in čaščenja idolov; in na mestu svetišč podob bogov so častilci enega boga zgradili mošejo.— Quṭb al-Dīn Aibak-kov kronik, Hasan Nizami, Taj-ul-Maasir
To je bila prva mošeja zgrajena v Delhiju po islamski osvojitvi Indije in najstarejši preživeli primerek Guridske arhitekture na Indijski podcelini. Graditev te Petkove mošeje (Džami Masdžid) se je pričela leta 1193, ko je bil Aibak poveljnik garnizona Muhamad Gorija, ki je okupiral Delhi. Da bi pustil pečat svoje vere na novem ozemlju, se je Aibak odločil da zgradi mošejo, ki bo poveličevala moč islama in izbral mesto v srcu osvojene Radžput citadele Qila Rai Pithora. Qutub Minar so gradili hkrati z mošejo, vendar samostojno stoječ, kot minaret Petkove mošeje, za mujezina za izvajanje adhan, klicanje vernikov in tudi kot kutub, stolp Islama. Po slogu in obliki spominja na Adhai-din-ka Džhonpra ali Adžmersko mošejo v Adžmerju, v Radžastanu, ki jo je dal zgraditi Aibak v istem času, prav tako zgrajena z rušenjem prejšnjih templjev in sanskrtske šole na tem mestu.
O mestu, ki ga je Aibak izbral za gradnjo mošeje, Ibn Batuta, arabski popotnik iz 14. stoletja, pravi, da je bil pred zavzetjem Delhija hindujski tempelj, ki so ga Hindujci imenovali elbut-khana, po tem dogodku pa so ga uporabljal kot mošejo. Indijska arheološka raziskava navaja, da je bila mošeja postavljena nad ostanki templja, poleg tega pa je bila zgrajena tudi iz materialov, vzetih iz drugih porušenih templjev, kar je zabeleženo na glavnem vzhodnem vhodu. Po perzijskem napisu, ki je še vedno na notranjih vzhodnih vratih, je bila mošeja zgrajena z deli, ki so bili odvzeti z uničenjem sedemindvajsetih hindujskih templjev, zgrajenih pred tem v času vladavine Tomarasa in Prithviradža Čauhana in pustil nekatere dele templja zunaj same mošeje. Zgodovinski zapisi, ki jih je zbral muslimanski zgodovinar Maulana Hakim Saijid Abdul Hai, potrjujejo ikonoklazem Qutb-ud-din Aibaka. Ta vzorec ikonoklazma je bil med njegovo vladavino pogost. Nekateri srednjeveški muslimanski zgodovinarji in popotniki so gradnjo kompleksa pogosto pripisovali mameluškemu sultanu Iltutmišu, namesto Qutb ud-Din Aibaku, kot je splošno sprejeto. Ibn Batuta tudi navaja, da sta bila blizu vzhodnih vrat mošeje dva zelo velika bakrena idola, povezana s kamni. Vsak, ki je zapustil mošejo, jih je pohodil.
Mošeja je ena najzgodnejših obstoječih mošej v Indiji. Prvotne dimenzije mošeje so imele dvorišče, ki je merilo 43 m krat 33 m. Molitvena dvorana, ki je na zahodu, meri 45 m krat 12 m. Mošeja ima stebrišča iz sivega kamna s tremi oboki na vzhodu in dvema globoko na severu in jugu. Mošejo so razširili leta 1296, ko so njene dimenzije na severu in jugu razširili za 35 m. Slavni železni steber je na kamnitem tlaku pred njim, medtem ko je Qutub Minar zahodno od glavnega vhoda. Osrednji lok mošeje je ogee oblike in je 6,5 m širok in 16 m visok. Stranski loki so manjših dimenzij. Pregrada je izklesan z verskimi besedili in cvetličnimi vzorci. Desai meni, da mošeja ni bila zgrajena v znanstvenem slogu, ampak v slogu Corbel, kot kažejo razlike v vzorcu lokov.
Mošeja je zgrajena na dvignjenem in tlakovanem dvorišču, ki meri 43 m × 32 m, obdano s stebri križnega hodnika, ki jih je dodal Iltutmish med 1210 in 1220 AD. Kamnita pregrada med molitveno dvorano in dvoriščem, ki je bila 16 m visoka, je bila dodana leta 1196 našega štetja, loki z zavihki so imeli arabske napise in motive. Vhodi na dvorišče uporabljajo tudi okrašeno mandap kupolo iz templjev, katerih stebri se pogosto uporabljajo po vsej stavbi in v svetišču onkraj visokih obokanih pregrad. Kar je danes preživelo od svetišča na zahodni strani, so obokane pregrade, ki so nekoč vodile do niza hodnikov z nizkimi kupolastimi stropi za vernike. Širitev mošeje se je nadaljevala po Qutbovi smrti. Qutbuddinov naslednik Iltutmish je prvotno pregrado molilnice razširil še s tremi loki. V času Iltutmiša se je mameluški imperij dovolj stabiliziral, da je sultan lahko zamenjal večino svojih vpoklicanih hindujskih zidarjev z muslimani. To pojasnjuje, zakaj so oboki, dodani pod Iltutmišem, slogovno bolj islamski kot tisti, postavljeni pod Qutbovo vladavino, tudi zato, ker uporabljeni material ni bil iz porušenih templjev. Nekaj dodatkov k mošeji je naredil tudi Alauddin Khaldži, vključno z Alai Darwaza, uradnim vhodom v mošejo iz rdečega peščenjaka in belega marmorja ter dvoriščem vzhodno od mošeje leta 1300.
Mošeja je danes v ruševinah, toda med islamskimi arhitekturnimi strukturami je mogoče opaziti avtohtone loke z ogrodjem, cvetlične motive in geometrijske vzorce. Zahodno od mošeje Quvat ul-Islam je grobnica Iltutmiša, ki jo je zgradil monarh leta 1235.

## Železni steber
Železni steber je ena od največjih svetovnih metalurških zanimivosti. Steber, ki je visok 7,21 metra in tehta več kot 6 ton, je prvotno postavil Čandragupta II. Vikramaditja (med letoma 375–414) pred Višnujevim templjm v kompleksu Udajagiri okoli leta 402 n. št. Kasneje ga je Anangpal v 10. stoletju premestil na sedanjo lokacijo. Anangpal je tukaj zgradil Višnujev tempelj in je želel, da je ta steber del tega templja.
Ocenjena teža okrasnega zvona stebra je 646 kg, glavnina pa 5865 kg, tako da celoten steber tehta 6511 kg. Na stebru je napis v sanskrtu v pisavi Brahmi iz 4. stoletja našega štetja, ki nakazuje, da je bil steber postavljen kot Višnudhvadža, znamenje boga, na hribu, znanem kot Višnupada, v spomin na mogočnega kralja po imenu Čandra, za katerega verjamejo, da ga je Čandragupta II. Globoko okov na vrhu tega okrašenega kapitela nakazuje, da je bila vanj verjetno pritrjena podoba Garuda, kar je običajno pri tovrstnih drogovih za zastave.

## Grobnice

### Grobnica Iltutmiša
Grobnica vladarja Delhijskega sultanata Iltutmiša, drugega delhijskega sultana (vladal 1211–1236), zgrajena leta 1235 n. št., je prav tako del kompleksa Qutb Minar v Mehrauliju v New Delhiju. Osrednja komora je 9 m² velika in ima trompo, kar kaže na obstoj kupole, ki se je medtem zrušila. Glavni kenotaf iz belega marmorja je postavljen na dvignjeno ploščad v središču dvorane. Fasada je znana po svoji okrašeni rezbariji, tako na vhodu kot na notranjih stenah. Notranja zahodna stena ima molilno nišo (mihrab), okrašeno z marmorjem in bogato mešanico hindujskih motivov v islamsko arhitekturo, kot so zvonec in veriga, kitka, lotus, diamantni emblemi.
Leta 1914 so med izkopavanji Gordona Sandersona iz Archaeological Survey of India's (ASI) odkrili grobno komoro. S severne strani grobnice vodi 20 stopnic navzdol do dejanskega groba.

### Grobnica Imama Zamina
Grobnica Imama Zamina je grobnica iz 16. stoletja, ki je v kompleksu Qutb Minar. V njej je grob Mohammada Alija (popularno znanega kot Imam Zamin), islamskega duhovnika, ki se je preselil iz Turkestana v Indijo med vladavino Sikandarja Lodija. Grobnico je zgradil sam Ali med vladavino mogulskega cesarja Humajuna. Ta grobnica nima nobene zveze z drugimi spomeniki kompleksa.

## Grobnica Ala-ud-din Khildžija in medresa
Na zadnji strani kompleksa, jugozahodno od mošeje, stoji stavba v obliki črke L, ki jo sestavlja grobnica Alaudin Haldžija datirana v leto okoli 1316, in medresa, islamska verska šola, ki jo je dal zgraditi. Haldži je bil drugi delhijski sultan iz rodbine Haldži, ki je vladal med leti 1296 do 1316.

## Haldžija Alai Minarja minaret
Na zadnji strani kompleksa, jugozahodno od mošeje, stoji stavba v obliki črke L, ki jo sestavljata grobnica Alauddina Khildžija iz približno leta 1316 našega štetja in medresa, islamsko semenišče, ki ga je zgradil. Khaldži je bil drugi delhijski sultan iz dinastije Khaldži, ki je vladal od 1296 do 1316.
Osrednji prostor stavbe, v katerem je njegova grobnica, je zdaj izgubil kupolo, čeprav so številni prostori semenišča ali kolegija nedotaknjeni in so bili od takrat obnovljeni. Na obeh straneh sta bili dve majhni komori povezani z grobnico s prehodi. Fergusson je v svoji knjigi predlagal obstoj, zahodno od grobnice, sedmih sob, od katerih sta dve imeli kupole in okna. Ostanki grobnice kažejo, da je bilo na južni in zahodni strani grobnice odprto dvorišče, en prostor na severu pa je služil kot vhod.
To je bil v Indiji prvi primer grobnice, ki stoji poleg medrese. V bližini stoji Alai Minar, ambiciozen stolp, ki ga je začel graditi, da bi konkuriral Qutb Minarju, čeprav je umrl, ko je bilo zgrajeno samo prvo nadstropje in je bila njegova gradnja nato opuščena. Zdaj stoji severno od mošeje.
Grobnica je v zelo slabem stanju. Domneva se, da je bilo Ala-ud-dinovo truplo prineseno v kompleks iz Sirije in pokopano pred mošejo, ki je bila del medrese poleg grobnice. Firoz Šah Tughluq, ki se je lotil popravil nagrobnega kompleksa, je omenil mošejo znotraj medrese.

## Drugi spomeniki
Nedaleč zahodno v vasi Mehrauli je grobnica Adam Kana.

## Galerija
- Karta kompleksa Qutub (klikni za povečavo)
- Grobnica Iltutmiša
- Grobnica Iltutmiša
- Notranjost grobnice Iltutmiša
- Kipi iz uničenih templjem Džainov
- Kipi džainovskih Tirtankaras vgrajeni v zid, ki so bili del uničenih templjev Džainov
- Grobnica imama Zamina, Qutb Minar kompleks
- Pogled na Qutb Minar, s stebri iz templjev Džainov
- Zgornje nadstropje Qutb Minar, z belim marmorjem in peščenjakom
- Notranjost Alai Darvaza, podobno okrasju iz lesa, Qutub kompleks
- Grobnica Alauddin Khaldžija, Qutb Minar kompleks
- Notranjost kupole
- Qutb Minar
- Kaligrafija na zunanjosti Qutb Minar
- Arhitektura Qutb kompleksa
- Alai Darvaza rezbarije na loku